# Suomenniemi
Suomenniemi est une ancienne municipalité du sud-est de la Finlande, dans la région de Carélie du Sud.
Au 1er janvier 2013, les communes de Ristiina et Suomenniemi ont fusionné avec la ville de Mikkeli.

## Géographie
C'était la municipalité la moins peuplée de la région. Elle est largement sauvage, aucun des huit villages ne dépassant les 200 habitants. La population fait plus que quadrupler en été lorsque les 1 400 maisons de vacances de la commune sont habitées.
La commune a été créée à la suite d'une scission de Savitaipale en 1867. Elle comptait encore plus de 2 000 habitants au sortir de la Guerre de Continuation, mais a connu depuis un effondrement lié notamment à l'absence de perspectives d'emploi pour ses habitants. Le taux de chômage reste officiellement supérieur à 14 %.
La nationale 13 et la nationale 15 traversent la municipalité ; Mikkeli est à 40 km et Lappeenranta à 75 km environ.

## Galerie

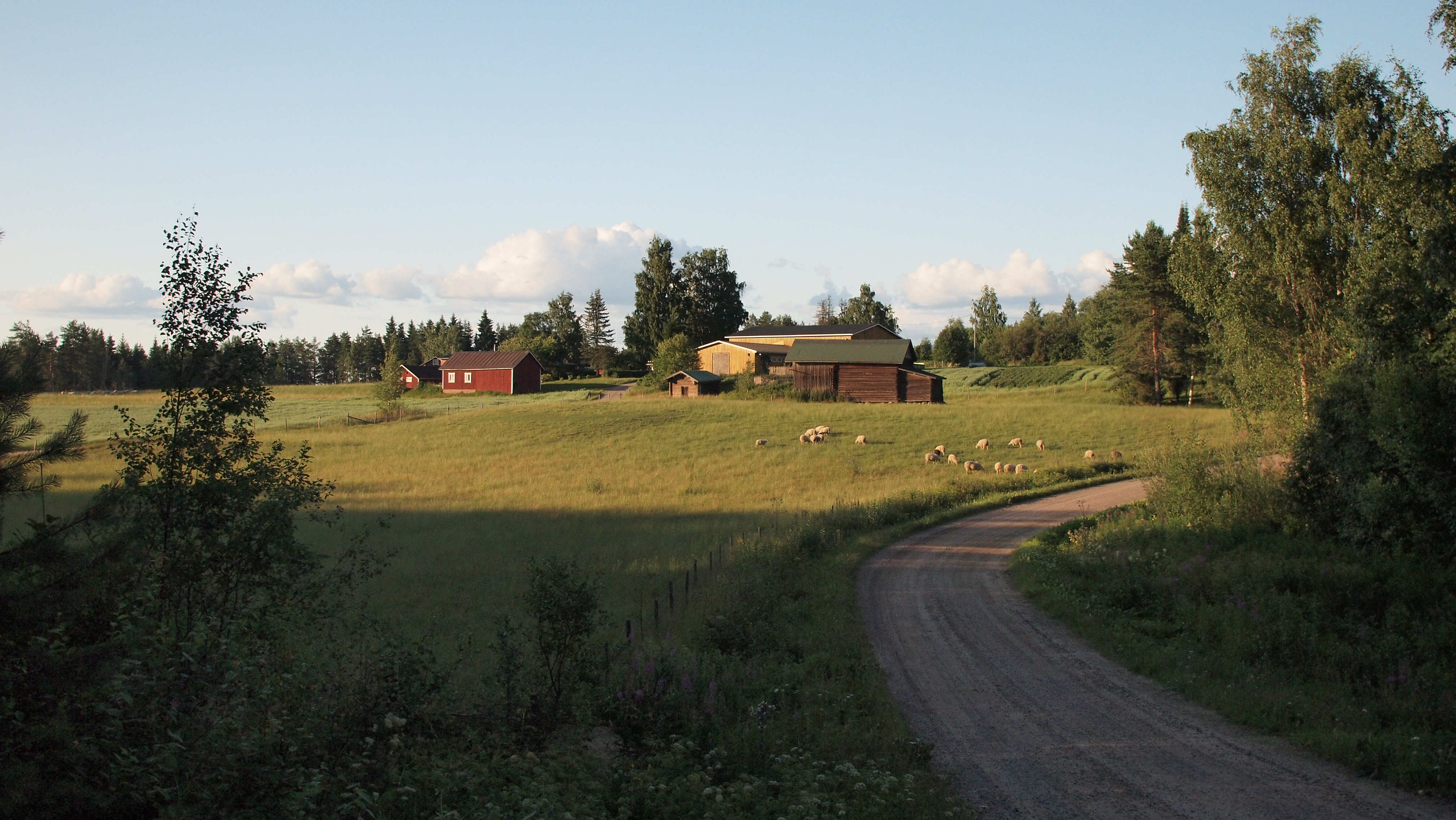
Le village de Punkka.
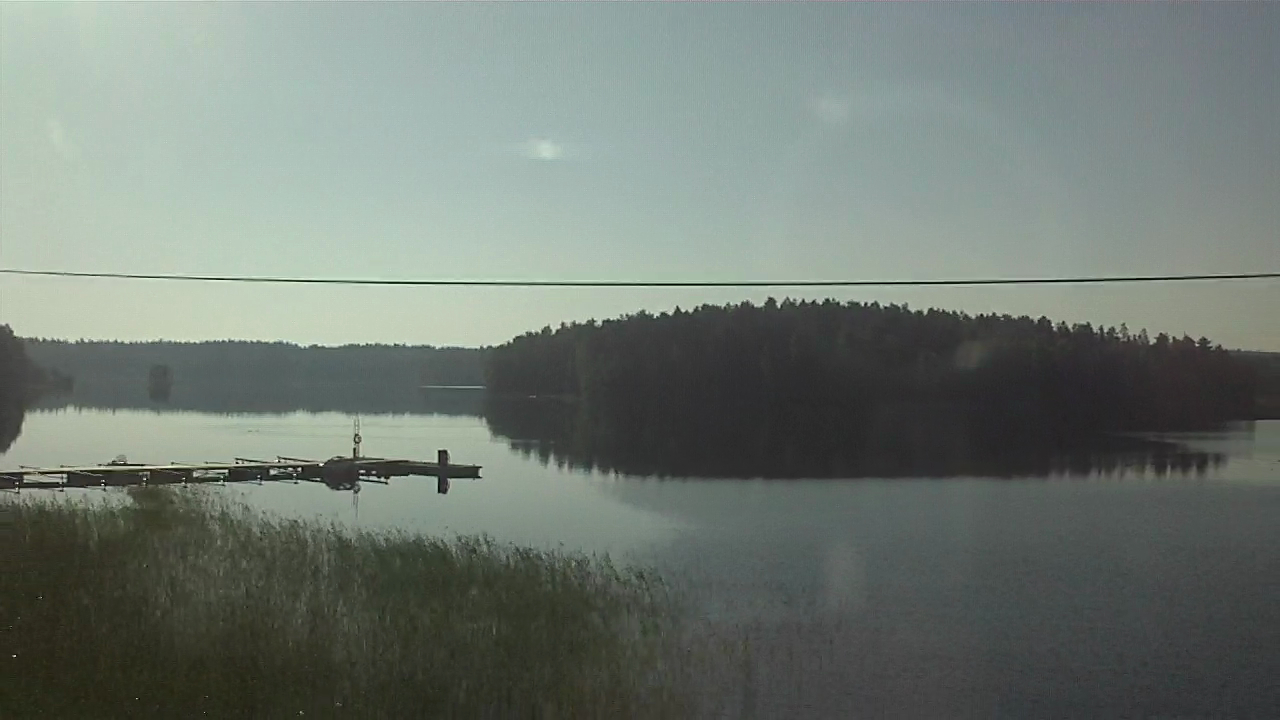
Le Kauriansalmi du lac Saimaa.
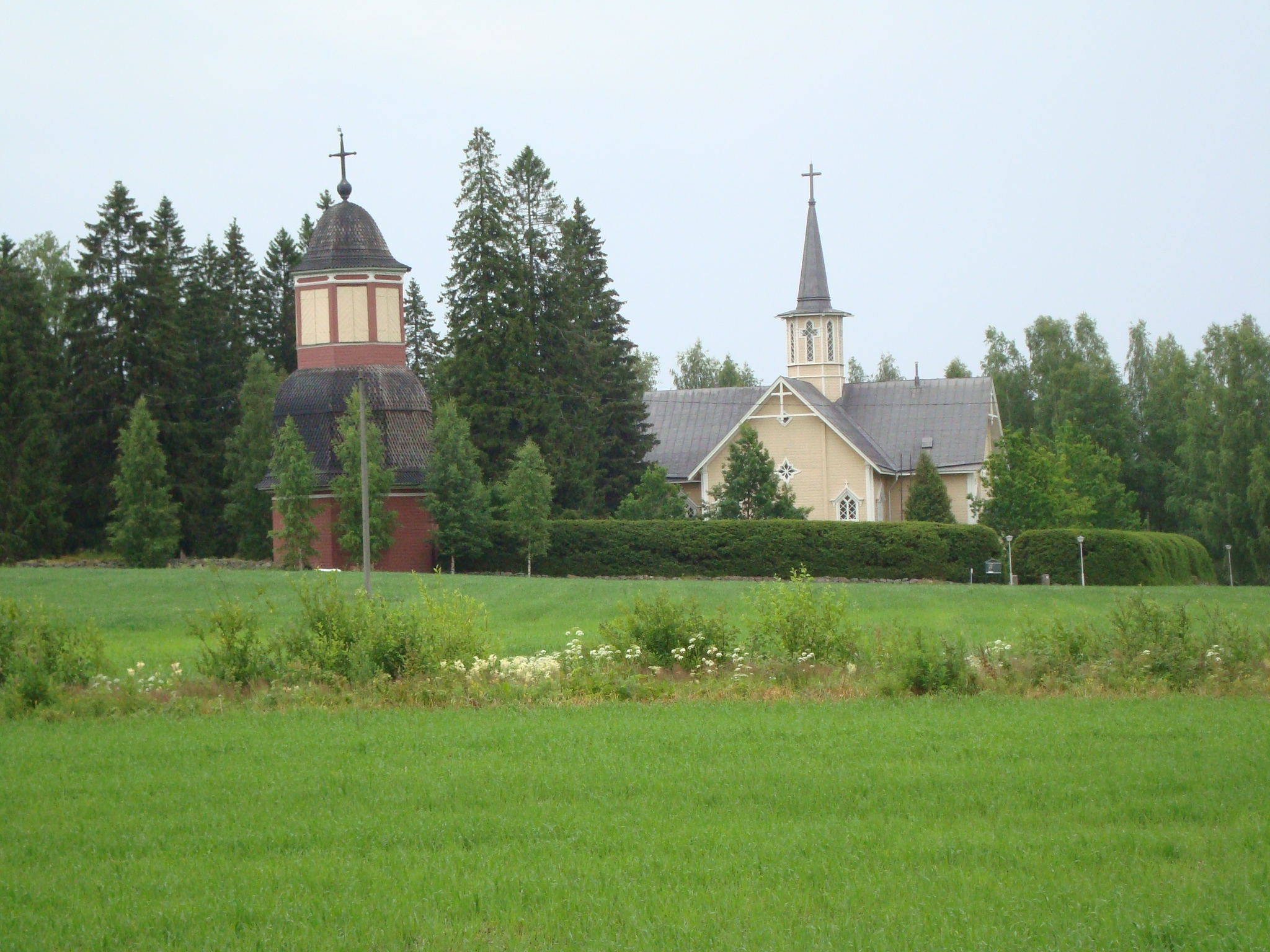
L'église de Suomenniemi.